# Lampropholis
Lampropholis — рід сцинкоподібних ящірок родини сцинкових (Scincidae). Представники цього роду є ендеміками Австралії.

## Види
Рід Lampropholis нараховує 14 видів:
- Lampropholis adonis Ingram, 1991
- Lampropholis amicula Ingram & Rawlinson, 1981
- Lampropholis bellendenkerensis Singhal, Hoskin, Couper, Potter & Moritz, 2018
- Lampropholis caligula Ingram & Rawlinson, 1981
- Lampropholis coggeri Ingram, 1991
- Lampropholis colossus Ingram, 1991
- Lampropholis couperi Ingram, 1991
- Lampropholis delicata (De Vis, 1888)
- Lampropholis elliotensis Singhal, Hoskin, Couper, Potter & Moritz, 2018
- Lampropholis elongata Greer, 1997
- Lampropholis guichenoti (A.M.C. Duméril & Bibron, 1839)
- Lampropholis mirabilis Ingram & Rawlinson, 1981
- Lampropholis robertsi Ingram, 1991
- Lampropholis similis Singhal, Hoskin, Couper, Potter & Moritz, 2018

## Етимологія
Наукова назва роду Lampropholis походить від сполучення слів дав.-гр. λαμπρος — блискучий і φολις — рогова луска. 